# Fehérfarkú trogon
A fehérfarkú trogon (Trogon viridis) a madarak osztályába a trogonalakúak (Trogoniformes) rendjébe és a trogonfélék (Trogonidae) családjába  tartozó faj.
A magyar név forrással nem megerősített, lehet, hogy az angol név tükörfordítása (White-tailed Trogon).

## Előfordulása
Bolívia, Brazília, Kolumbia, Ecuador, Francia Guyana, Guyana, Panama, Peru, Suriname, Trinidad és Tobago, valamint Venezuela területén honos. Esőerdők lakója.

## Alfajai
- Trogon viridis chionurus
- Trogon viridis melanopterus
- Trogon viridis viridis

## Megjelenése
Testhossza 29 centiméter, testtömege 82 gramm.
|  |

## Életmódja
Tápláléka gyümölcsökből, bogyókból és rovarokból áll.

## Szaporodása
Fészkét korhadó fába, vagy természvár oldalába vájja.